# Ordonnance de Blois (1498)
Pour l'ordonnance de Blois promulguée en 1579 par Henri III, voir Ordonnance de Blois (1579).
L'ordonnance de Blois est promulguée en 1498 (ou 1499 pour certains historiens) par le roi de France Louis XII. En continuité avec l’œuvre entamée par la monarchie française en matière de justice, l'Ordonnance de Blois cherche à mettre en place un meilleur fonctionnement de la justice, une défense des justiciables, un meilleur recrutement et une formation plus solide des juges. Elle affirme aussi la condamnation de la vénalité des offices (alors très répandue à l'époque).
En outre, l'Ordonnance de Blois permet à la monarchie française d'assoir son autorité en matière de justice (dans un objectif de centralisation politique du royaume, propre aux débuts de l’Époque Moderne) : le roi est ainsi le principal gardien de la justice par l’intermédiaire de ses officiers de justice.